# Tyconius
Tyconius (auch Ticonius, Tichonius und andere Schreibweisen) war ein donatistischer Bischof und Kirchenschriftsteller, der in der 2. Hälfte des 4. Jahrhunderts in Nordafrika lebte.

## Leben und Werk
Über das Leben des Tyconius ist nicht viel bekannt, Quellen sind der Kirchenhistoriker Gennadius von Marseille und ein Brief des Parmenianus, eines donatistischen Bischofs von Karthago. Dieser Brief ist durch eine Widerlegung des Augustinus überliefert. Augustinus zufolge wurde Tyconius nach Auseinandersetzungen mit Parmenianus aus der donatistischen Gemeinde ausgeschlossen.
Nach Gennadius verfasste er die Schriften De bello intestino (Über den Kampf im Mutterleib, d. h. zwischen Jakob und Esau, Gen 25,25–26 ) und Expositiones diversarum causarum (Erörterungen über verschiedene Angelegenheiten). Auch sein Kommentar zur Offenbarung des Johannes ist nicht erhalten, lässt sich aber aus Zitaten in anderen Apokalypsen-Kommentaren, vor allem in dem des Beatus von Liébana, zum Großteil rekonstruieren.
Sein erhaltenes Hauptwerk sind die sieben Bücher der Regeln (De septem regulis, in Patrologia Latina XVIII, 15–66), die von Augustinus zitiert werden.